# Janusz Palikot

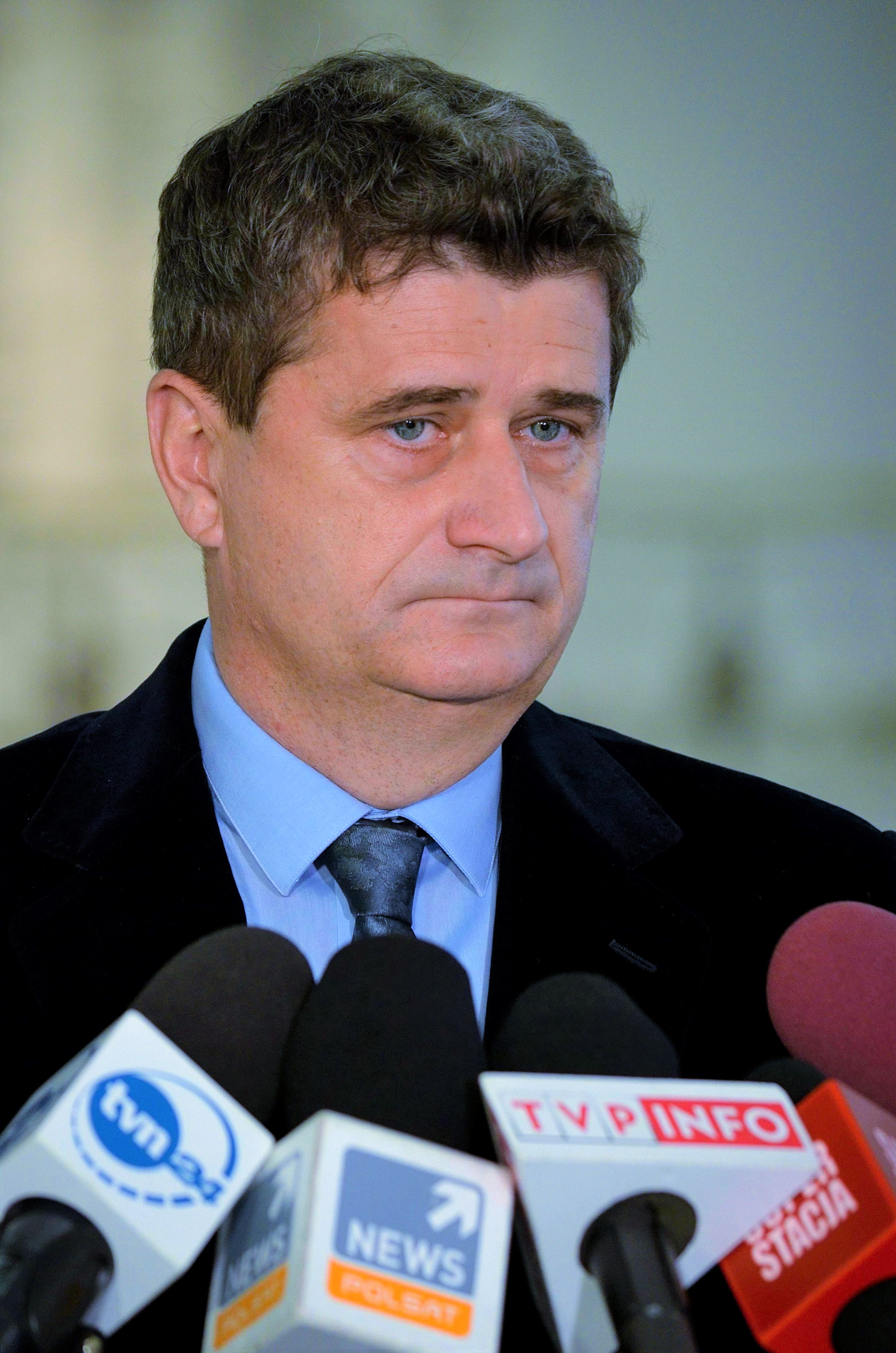
Janusz Palikot (2015)

Janusz Marian Palikot ([ˈjanuʂ paˈlʲikɔt]; * 26. Oktober 1964 in Biłgoraj) ist ein polnischer Unternehmer und ehemaliger Politiker der PO. Er gründete im Juni 2011 die Partei Ruch Palikota (Palikot-Bewegung, später Twój Ruch) und war für sie von 2015 bis 2019 Abgeordneter im polnischen Parlament.

## Leben
Palikots Eltern waren Mitglieder der PZPR. Seine Mutter, die während der deutschen Besatzungsherrschaft in KZ-Haft war, arbeitete als stellvertretende Geschäftsführerin eines Metallbetriebs. Sein Vater trat in den Achtziger-Jahren im Protest aus der Staatspartei aus.
Palikot wuchs in seinem Geburtsort Biłgoraj im Südosten Polens auf und ging dort zur Schule. Während der Gymnasialzeit zog er nach Warschau und schloss dort die Schule ab. Er nahm ein Philosophiestudium an der Katholischen Universität Lublin auf. Das Studium schloss er an der Universität Warschau mit dem akademischen Grad eines Magisters der Philosophie ab. Anschließend war er kurzzeitig an der Polnischen Akademie der Wissenschaften als Dozent tätig. Das Startkapital für Palikots Unternehmungen stammte von dessen Schwiegereltern. Nach der politischen Wende gründete Palikot 1990 den Schaumweinhersteller Ambra (Cydr Lubelski) und 2001 die Holding Jabłonna, mithilfe derer er Bestandteile von Polmos kontrollierte und die er 2006 verkaufte. Im Jahr 2018 erwarb er die Brauerei Tenczynek von Marek Jakubiak.
Mit seiner ersten Frau Maria Nowińska hat Palikot zwei Kinder (Scheidung 2005), mit seiner zweiten ebenfalls.
Im Sejm galt Palikot als Enfant terrible. Mit einem Vermögen von schätzungsweise 330 Millionen Złoty  (etwa 80 Millionen Euro) war er 2006 der reichste polnische Abgeordnete.

## Politische Karriere und wirtschaftlicher Niedergang
Das erste Mal wurde Palikot bei den Parlamentswahlen in Polen 2005 als Mitglied der Platforma Obywatelska (dt. Bürgerplattform) in den Sejm gewählt. Er erhielt im Wahlkreis 6 in Lublin 26.275 Stimmen. Im Präsidentschaftswahlkampf 2005 war er Großspender für Donald Tusk. In dieser Zeit betätigte er sich als Mäzen, gründete einen Verlag und das Magazin Ozon, das 2005/2006 erschien. Mit einem Redaktionswechsel angesichts mäßiger Verkäufe wurde eine dezidiert konservative Ausrichtung mit minderheitenfeindlicher Rhetorik vorgenommen. Szymon Hołownia war zeitweise stellvertretender Chefredakteur.
Bei den vorgezogenen Parlamentswahlen in Polen 2007 trat Palikot erneut im Wahlkreis 6 in Lublin an und konnte mit 44.186 Stimmen ein Mandat für den Sejm erringen. Er arbeitete 2007 bis 2008 in den Sejmkommissionen für Kultur und Massenmedien und Beziehungen mit Auslandspolen mit und war einer der stellvertretenden Vorsitzenden der PO-Fraktion. 2008 bis 2010 war er führend in der Sejmkommission Bürokratieabbau – Freundlicher Staat (den letzteren Ausdruck nutzte er später realsatirisch als Namen für ein Alkohol-Business) und der Verfassungskommission tätig. Für seine Verdienste um die Stadt wurde Palikot am 25. Juli 2008 zum Ehrenbürger von Biłgoraj ernannt. Bis 2010 war er Vorsitzender der PO-Gliederung im konservativ geprägten Lubliner Land.
Innerhalb der Bürgerplattform, die im politischen Spektrum als liberalkonservativ betrachtet werden konnte, nahm Palikot mit seiner soziokulturell linken bzw. antiklerikalen Haltung eine Sonderstellung ein. Als Abgeordneter des Sejm setzte er sich landesweit für eine Liberalisierung der polnischen Abtreibungsregelungen ein, forderte die Begrenzung des öffentlichen Einflusses der katholischen Kirche und die Legalisierung der In-vitro-Fertilisation in Polen. Diese Forderungen wurden vor allem von der politischen Linken Polens erhoben.
Um 2010 wurde Palikot vorgeworfen, Geld in Steueroasen verschoben zu haben. Palikot wurde nachgewiesen, von Briefkastenfirmen in Übersee begünstigt zu sein.

### Die Palikot-Bewegung
Am 2. Oktober 2010 gründete Palikot die linksliberale Bürgerbewegung Nowoczesna Polska (dt. Modernes Polen) und kündigte seinen Austritt aus der Bürgerplattform für Anfang Dezember 2010 an. Im Vorjahr waren Unregelmäßigkeiten bei der Finanzierung seines Wahlkampfs 2005 öffentlich geworden: es stand der Vorwurf im Raum, Palikot habe Studenten und Rentner als Strohmänner („Spender“) benutzt, um Deckelungsgrenzen zu umgehen. Am 18. Oktober 2010 gründete er die nach ihm benannte Bewegung zur Unterstützung von Palikot (poln. Ruch poparcia Palikota). Am 10. Januar 2011 legte er vorzeitig sein Mandat als Abgeordneter des Sejm nieder.
Am 1. Juni 2011 registrierte Palikot am zuständigen Warschauer Gericht schließlich eine neue Partei mit dem Namen Ruch Palikota (dt. Palikot-Bewegung). Bei den Parlamentswahlen in Polen am 9. Oktober 2011 kam diese Partei auf 10,1 Prozent der Stimmen und war damit mit 40 Abgeordneten im Sejm vertreten. In den Jahren seines größten politischen Erfolgs wurde Palikot vorgeworfen, Dienstleistungen für die Partei nicht oder nur teilweise zu bezahlen. Einen deswegen angestrengten Prozess gegen den Unternehmer und politischen Weggefährten Paweł Jan Tanajno verlor er.
Bereits 2012 hatte Palikots erste Ehefrau in einem Interview mit dem liberalen Magazin Wprost auf dessen wirtschaftliche Schwierigkeiten hingewiesen. Selbst aus vermögenden Verhältnissen stammend und lokal verwurzelt, habe sie Ausstände bei Jabłonna über drei Jahre hinweg beglichen. Seine Hinwendung zur Warschauer Politik beurteilte sie als Versuch, sich den Gläubigern zu entziehen, die der politische Einfluss Palikots teilweise eingeschüchtert hätte.
Im Sejm sowie in den Medien griff Palikot heftig die polnischen Bischöfe sowie den verstorbenen polnischen Papst an. Innerhalb der neugegründeten Partei kam es sofort zu Streitigkeiten, zunächst mit der  stellvertretenden Sejmmarschallin Wanda Nowicka. Infolge der Konflikte verließen viele Abgeordnete seine Partei, so dass Palikot am Ende der Legislaturperiode nur wenige Abgeordnete verblieben. Zwischenzeitlich erfolgte die Umbenennung der Partei zu „Twój Ruch“ (Deine Bewegung).
2013/14 unterstützte Palikot zusammen mit dem Europaabgeordneten Marek Siwiec und Polens ehemaligem Präsidenten Aleksander Kwaśniewski die Initiative Europa Plus, die nach ihrem Scheitern bei der Europawahl im Mai 2014 aufgelöst wurde.
Im Dezember 2014 gab er bekannt, bei der Präsidentschaftswahl 2015 zu kandidieren, was der Politikwissenschaftler Aleks Szczerbiak als „letztes Aufgebot“ (,last hurrah‘) Palikots unsteter politischer Karriere sieht. Bei den Präsidentschaftswahlen am 10. Mai 2015 erreichte Palikot den 7. Platz mit 1,42 Prozent der Wählerstimmen. Das bedeutete praktisch das Ende seiner parlamentarischen Laufbahn. Einige der (ehemaligen) Mitglieder konnten jedoch ihren Bekanntheitsgrad erhöhen: der Journalist Andrzej Rozenek, die LGBTQ-Aktivisten Anna Grodzka und Robert Biedroń sowie die Sejm-Vizemarschallin Wanda Nowicka. Die beiden Letztgenannten verblieben dauerhaft in der Politik.
Aufgrund sehr niedriger Umfragewerte für die bevorstehenden Parlamentswahlen im Herbst 2015 bildete Palikots Partei im Juli jenes Jahrs gemeinsam mit der SLD und anderen Links-Parteien das Wahlbündnis Zjednoczona Lewica (Vereinigte Linke), um den Verbleib im Sejm zu sichern. Seine Ko-Vorsitzende Barbara Nowacka wurde Spitzenkandidatin, Palikot selbst hielt sich aus dem Wahlkampf vollkommen heraus. Mit einem Wahlergebnis von 7,55 % verpasste die Links-Koalition knapp den Wiedereinzug.

### Rechtsstreitigkeiten, Insolvenz und Haft
Nach seiner politischen Episode geriet Palikot wegen rechtswidriger Alkoholwerbung mit 264 Posts in Social Media in die Schlagzeilen, setzte diese aber auch nach dem Beginn eines Verfahrens fort. Seine Werbeideen zielten vor allem auf junge Kunden ab und betonten den Unterhaltungswert von Alkoholkonsum, was den Aktivisten Jan Śpiewak auf den Plan rief. Der Aktivist strengte ein Verfahren an; per Strafbefehl wurde zwischenzeitlich ein fünfstelliges Bußgeld gegen Palikot verhängt. Im November 2024 folgte schließlich eine Strafe von 450.000 Złoty. Śpiewak war wegen Beleidigung Palikots verurteilt und 2023 begnadigt worden. 2018 war gegen Palikot wegen Steuervergehen ermittelt worden. Er weigerte sich, vor Gericht zu erscheinen und sprach von einer politischen Motivation.
Mit Stand 2023/24 sind Palikots Unternehmungen mit etwa 340 Mio. Złoty bei etwa 4.000 Einzelgläubigern hochverschuldet, Gehälter blieben offen; er haftete nach eigenen Angaben bisher auch umfänglich mit seinem Privatvermögen. Im Januar 2024 distanzierte sich der Fernsehmoderator Jakub Wojewódzki, der als Testimonial auch bei der Akquise von privaten Kleininvestoren fungiert hatte, von Palikots Unternehmungen. Ebenfalls im Januar nahm der polnische Kanute Marek Maślanka, bisheriger Hauptinvestor, von Palikots Gesellschaften abstand. Er gehört zu einer Reihe von Schauspielern und prominenten Sportlern, die in diese investiert hatten, darunter eine bisher ungenannte Tennisspielerin der erweiterten Weltspitze sowie die Skilangläuferin Justyna Kowalczyk. Mit der Moderatorin Magda Gessler liegt er in einem Rechtsstreit. Im August 2024 forderte eine polnische Verbraucherschutzbehörde wiederum von Palikot wegen betrügerischem Crowdfunding knapp 1. Mio. Złoty Bußgeld, von einem seiner Unternehmen 239.000 Złoty. Ebenfalls verlor er die Kette Żabka Polska als Vertriebspartner.
Anfang Oktober 2024 nahm die polnische Antikorruptionsbehörde Centralne Biuro Antykorupcyjne Palikot und zwei Geschäftspartner unter dem Vorwurf schweren Betrugs fest. Die Hinterlegung der geforderten Kaution, die sein Rechtsbeistand zu mindern suchte, scheiterte, und Palikot blieb in Breslau in Haft. Ende Januar 2025 brachte seine Familie die Kaution auf und Palikot konnte die Untersuchungshaft verlassen; er beschwerte sich über die Haftbedingungen und verlangte eine Entschädigung. Derweil wurde für seine Unternehmungen ein Konkursverwalter bestellt.

## Politische Kontroversen
Palikot sorgte für zahlreiche Kontroversen in Polen. Bei einer Pressekonferenz der Bürgerplattform im April 2007 trug er ein T-Shirt, auf dem stand Ich bin schwul (polnisch Jestem gejem) und Ich bin von der SLD (pl. Jestem z SLD). Später sagte er dazu, er wollte damit zeigen, dass die Bürgerplattform diese Gruppen als Minderheiten schützen müsse. Einige Tage später kam er zu einer Pressekonferenz mit einem Vibrator und einer Spielzeugpistole. Er sagte „...das sind heute die Symbole für Recht und Gerechtigkeit in Polen und das sind die Symbole der Polizei in Lublin“. Er bezog sich damit auf Vorwürfe von Gewalt und sexuellem Missbrauch durch Lubliner Polizisten.
Im polnischen Nachrichtensender TVN24 sagte Palikot im Juli 2008, er halte den polnischen Präsidenten Lech Kaczyński für einen Tölpel (cham). Eine Beleidigung des polnischen Präsidenten kann mit bis zu drei Jahren Haft bestraft werden. Der Bruder des Präsidenten Jarosław Kaczyński sagte dem Sender, er würde eine Aufhebung der Immunität Palikots durch den Sejm fordern. Ein anderes Mal erschien Palikot im Fernsehstudio mit einem abgehauenen Schweinskopf. Seine Fernsehinterviews brachten die Parteiführung der Bürgerplattform somit oft in Verlegenheit.
In seinem persönlichen Blog stellte Palikot im Januar 2009 die Frage, ob Jarosław Kaczyński, 2006 bis 2007 Ministerpräsident Polens, schwul sei.
Als Antwort auf Informationen über den Einkauf von größeren Mengen Alkohol durch die Kanzlei des Präsidenten der Republik Polen veranstaltete Palikot im April 2009 vor seinem Haus ein Happening. Palikot trank dabei Alkohol und verteilte ihn auch an Passanten. Dabei stellte er mehrfach die Frage nach einem übermäßigen Alkoholgenuss von Präsident Kaczyński. Am 26. April 2010 wurde Palikot vom Amtsgericht in Lublin zu einer Geldstrafe von 1200 Złoty für das Trinken von Alkohol auf öffentlichen Plätzen verurteilt.
Palikots aufsehenerregende Auftritte führten in Polen zur Entstehung des Begriffs Palikotyzacja (dt. Palikotisierung) für die Boulevardisierung von Politik. Seine Selbststilisierung als Bürgerschreck und Tabubrecher wurde aber auch infrage gestellt: privat hätte Palikot eine gutsherrliche Lebensart gepflegt und etwa darauf bestanden, dass Zugehfrauen seine Söhne aus erster Ehe als „Jungherren“ (Sg. panicz) anreden mussten. Er habe sich damals mit engen Vertrauten über die Zielgruppe seiner linksliberalen Politik amüsiert und auf dem Grundsatz beharrt, eine jede Publicity, auch negative, sei von Vorteil.

## Werke
- Myśli o nowoczesnym biznesie (Gedanken über modernen Business), mit Krzysztof Obłój, Gdańsk 2003, ISBN 83-89405-26-1
- Płoną koty w Biłgoraju (Es brennen Katzen in Biłgoraj), Gdańsk 2007, ISBN 978-83-7453-699-8[73]
- Poletko Pana P. (Der Acker des Herrn P.), Gdańsk 2008, ISBN 978-83-7453-861-9
- Pop-polityka (Pop-Politik), Gdańsk 2009, ISBN 978-83-7453-926-5
- Ja, Palikot (Ich, Palikot), mit Cezary Michalski, Warszawa 2010, ISBN 978-83-7700-001-4
- Kulisy Platformy (Die Kulissen der [Bürger]plattform), mit Anna Wojciechowska, Warszawa 2011, ISBN 978-83-7700-026-7
- Kulisy biznes-show, czyli jak wydałem 220 mln [Kulissen der Business-Show, oder: wie ich 220 Mio. Złoty ausgegeben habe], 2024, ISBN 978-83-936-3711-9.